# 奧立仕控股
奧立仕控股有限公司，簡稱奧立仕控股（英語：O Luxe Holdings Limited，港交所：0860），前身為明豐珠寶集團有限公司。
成立於1989年，由王志明（董事會主席）創立，現時主要業務生產及銷售首飾產品，廠房位於廣東順德市。其中銷售中國內地最多。
總部位於香港中環夏愨道10號和記大廈18樓1825室。
其股份自2002年於香港交易所主板上市。

## 外部連結
- oluxe.com.hk （页面存档备份，存于）